# Esperanza, Sultan Kudarat
Esperanza là một đô thị hạng 3 ở tỉnh Sultan Kudarat, Philippines. Theo điều tra dân số năm 2000 của Philipin, đô thị này có dân số 47.578 người trong 9.598 hộ.

## Các đơn vị hành chính
Esperanza được chia thành 19 barangay.
| - Ala - Daladap - Dukay - Guiamalia - Ilian - Kangkong - Laguinding - Magsaysay - Margues - New Panay | - Numo - Paitan - Pamantingan - Poblacion - Sagasa - Salabaca - Saliao - Salumping - Villamor - Kauran |